# Mamertino rosso
Il Mamertino rosso o Mamertino di Milazzo rosso è un vino DOC istituito con decreto dello 03/09/2004 pubblicato sulla gazzetta ufficiale dell'11/09/04 n 214.
Abbraccia vini prodotti nei seguenti comuni: Alì, Alì Terme, Barcellona Pozzo di Gotto, Basicò, Castroreale, Condrò, Falcone, Fiumedinisi, Furnari, Gualtieri Sicaminò, Itala, Librizzi, Mazzarrà Sant'Andrea, Merì, Milazzo, Monforte San Giorgio, Montalbano Elicona, Nizza di Sicilia, Oliveri, Pace del Mela, Patti, Roccalumera, Roccavaldina, Rodì Milici, San Filippo del Mela, 
Santa Lucia del Mela, San Pier Niceto, Scaletta Zanclea, Terme Vigliatore, Torregrotta, Tripi.
Tutti in provincia di Messina.

## Vitigni con cui è consentito produrlo
- Calabrese o Nero d'Avola minimo 60%
- Nocera minimo 10%
- altri vitigni a bacca nera idonei alla coltivazione nella provincia di Messina, singolarmente o congiuntamente fino ad un massimo del 30%.[1]

## Caratteristiche organolettiche
- colore: rosso rubino più o meno tenue, tendente al rosso mattone

con l'invecchiamento;
- profumo: tipico, lievemente fruttato, delicato;
- sapore: asciutto, corposo, sapido;

## Produzione
Provincia, stagione, volume in ettolitri
- nessun dato disponibile